# Rodrigo Alemán

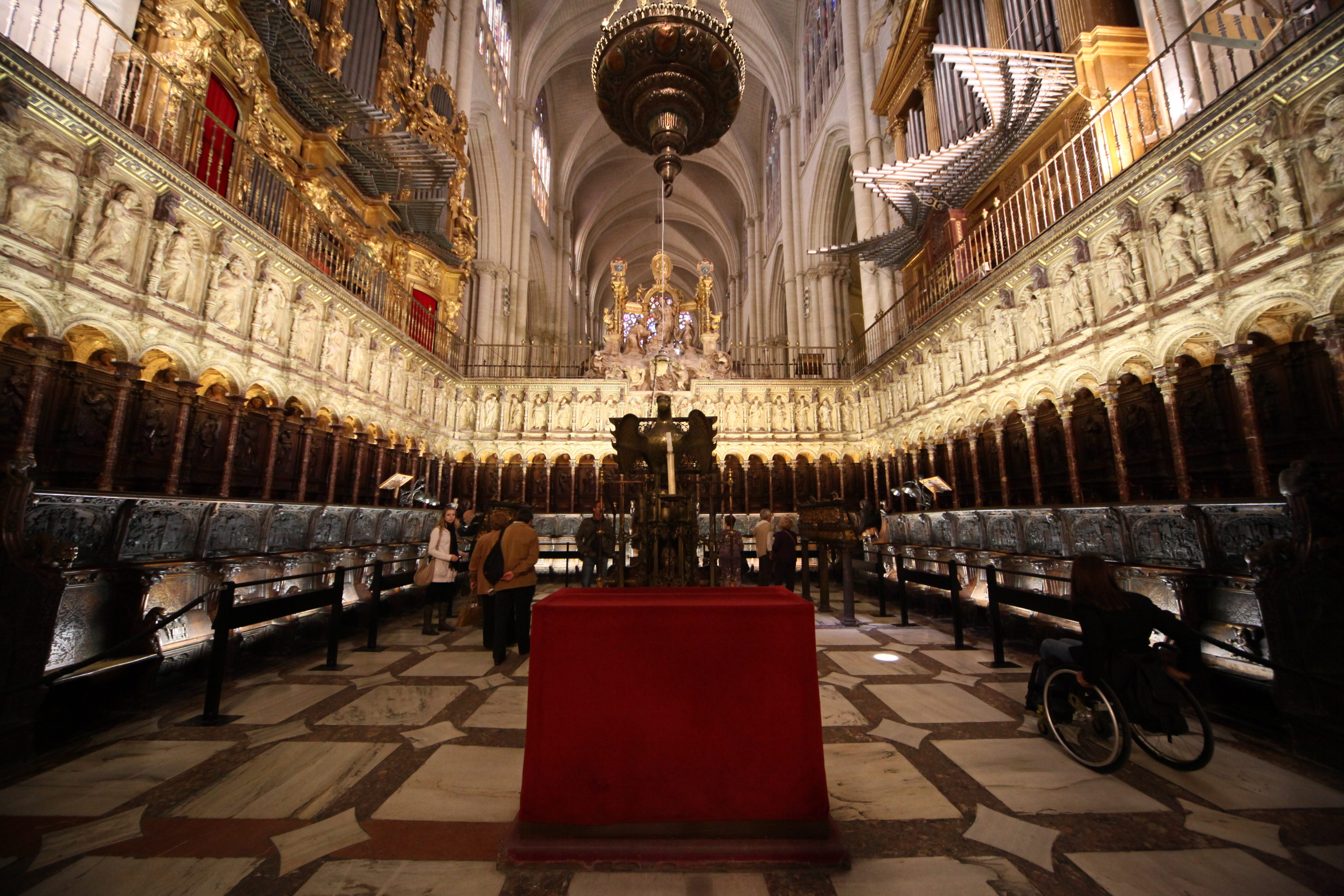
Coro de la catedral de Toledo

Rodrigo Duque "Alemán", conocido como Rodrigo Alemán, fue un escultor entallador y maestro constructor renacentista de origen renano o flamenco afincado en Castilla desde la década de 1480. Sus obras más importantes fueron los coros de las catedrales de Toledo, Plasencia y Ciudad Rodrigo. Casado y domiciliado en Toledo, tampoco se sabe cuándo murió.

## Biografía
Su biografía es muy confusa. Parece que Rodrigo Alemán vino a Castilla con los maestros flamencos y renanos que en el siglo XV llegaron atraídos porque al final de la Reconquista, las catedrales estaban recién construidas y las diócesis eran ricas, pagaban bien y dejaban trabajar en libertad, sin tener que someterse a las tiránicas ordenanzas gremiales de los Países Bajos, donde había fuerte competencia entre los maestros carpinteros. Estos artesanos-artistas, increíblemente bien formados, adornaron los templos con retablos, muebles, coros, rejerías, capiteles y portadas. Hay autores que relacionan la obra del Maestro Alemán con el taller de Arnt Beeldesnider, ubicado en la Baja Renania, en Kalkar primero y en Zwölle después. Otros, basándose en los modelos iconográficos empleados por Rodrigo Alemán, sostienen que provenía de Brabante Flamenco.

## Obras

### Coro de la catedral de Toledo

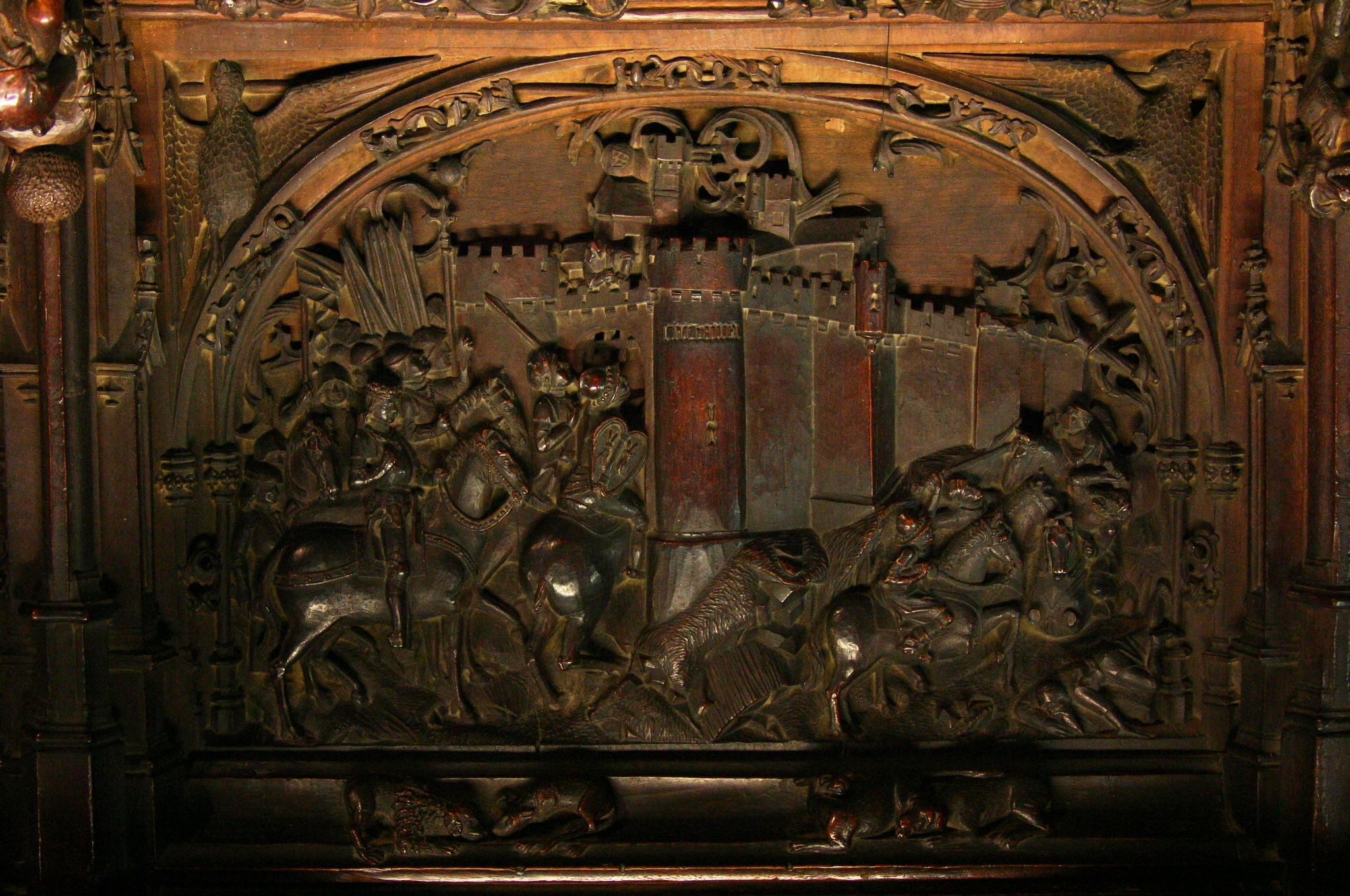
Guerra de Granada. Rendición de Cártama. Respaldo de un estalo del coro de Toledo, obra de Rodrigo Alemán.

- Hacia 1489 Rodrigo Alemán ya tenía prestigio suficiente como para que el Cardenal Mendoza le recomendara al Cabildo de la catedral de Toledo para tallar en el coro una crónica de la Guerra de Granada en la cual el propio Cardenal participaba. En 1495 murió el Cardenal Mendoza y fue sucedido por el Cardenal Cisneros. Ese mismo año, el médico viajero alemán Hieronymus Münzer pasó por Toledo y admiró en la catedral la sillería del coro "ex novo a quodam Almano basso sculpta",[3] lo que apunta al origen renano del tallista.Detalle de la predela del altar mayor de Toledo

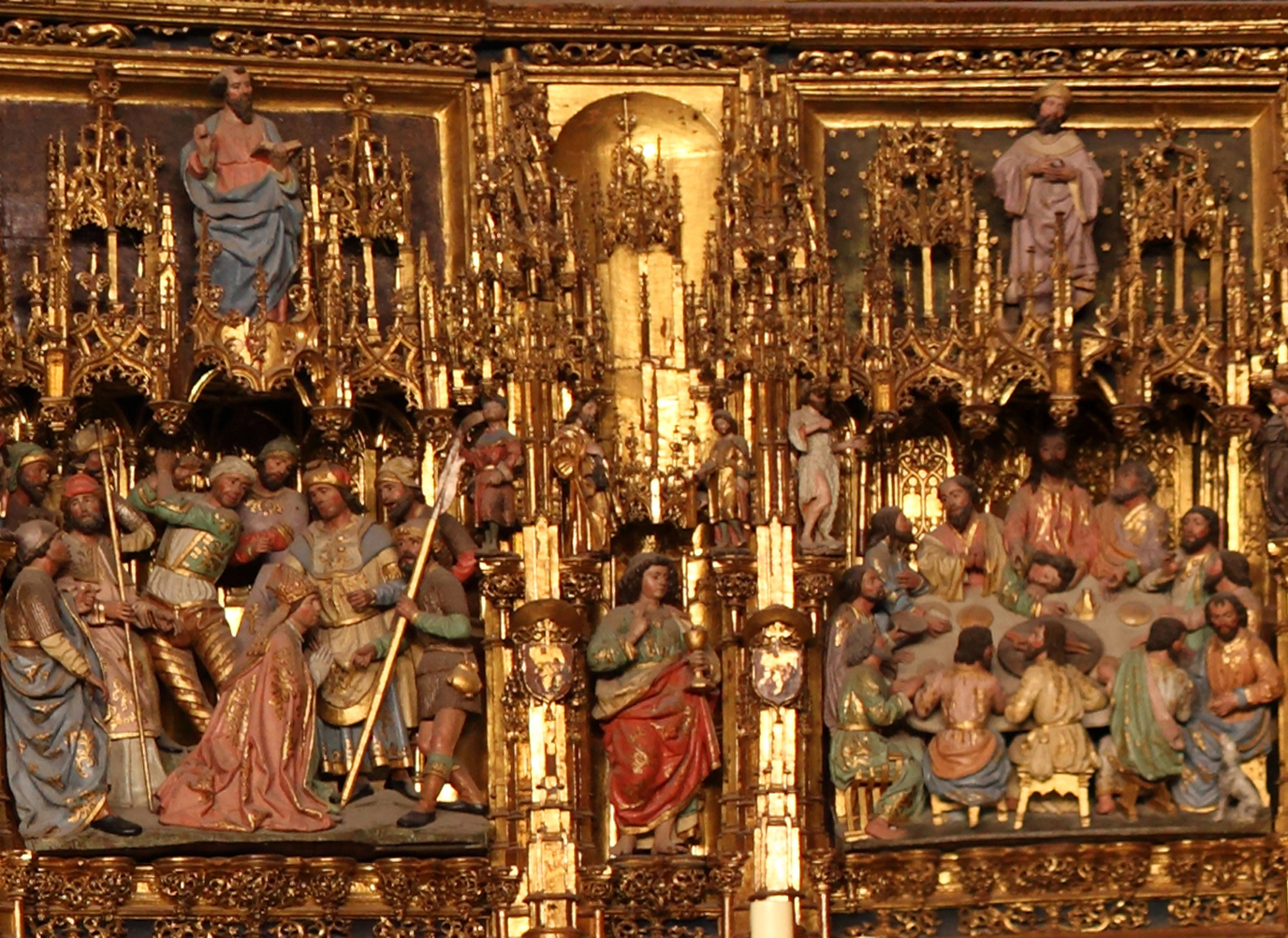
Detalle de la predela del altar mayor de Toledo

### Corosde PlasenciayCiudad Rodrigo
- A la muerte del cardenal Mendoza, Alemán aún firmó con el cabildo toledano la entrega de los últimos estalos del coro bajo. Pero el cabildo, enfrentado a la austeridad de Cisneros, decidió suspender las obras del coro. Alemán tuvo que buscarse otros encargos y su amigo (y probablemente paisano) Enrique Egas que se encargaba de la ampliación de la catedral de Plasencia, le recomendó a su cabildo. Sin abandonar su domicilio toledano, Rodrigo instaló talleres en Plasencia y, después, en Ciudad Rodrigo, en cuyos ambos coros trabajó simultáneamente.

### Retablo de laCatedral de Toledo
- Al mismo tiempo siguió trabajando durante unos años en el proyecto del retablo mayor toledano junto al francés Peti Juan y su ayudante Juan de Osorno.  Los tres dejaron instalada la predela.

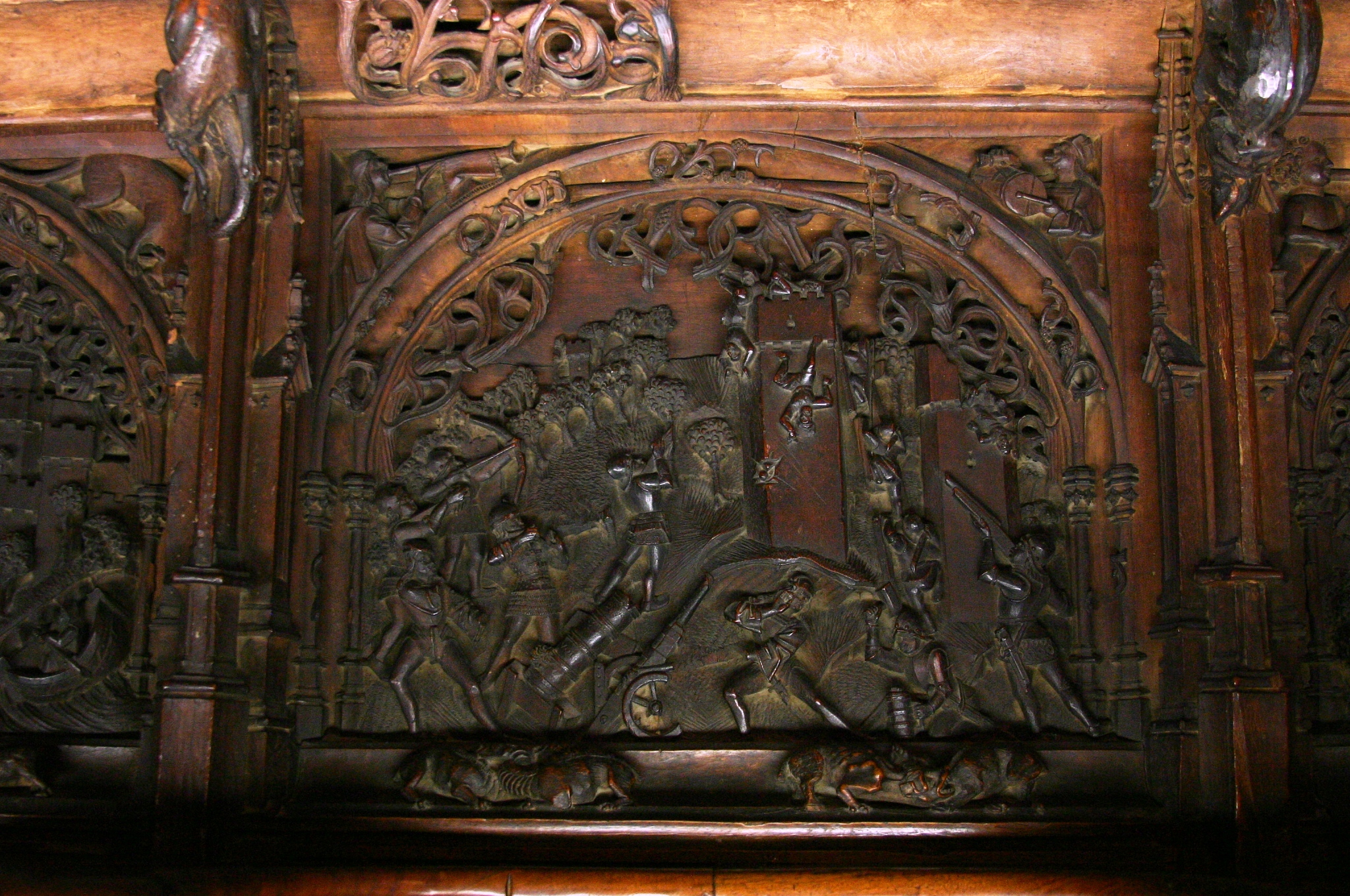
Guerra de Granada. Asalto a un castillo. Respaldo de estalo en el coro de la catedral de Toledo.

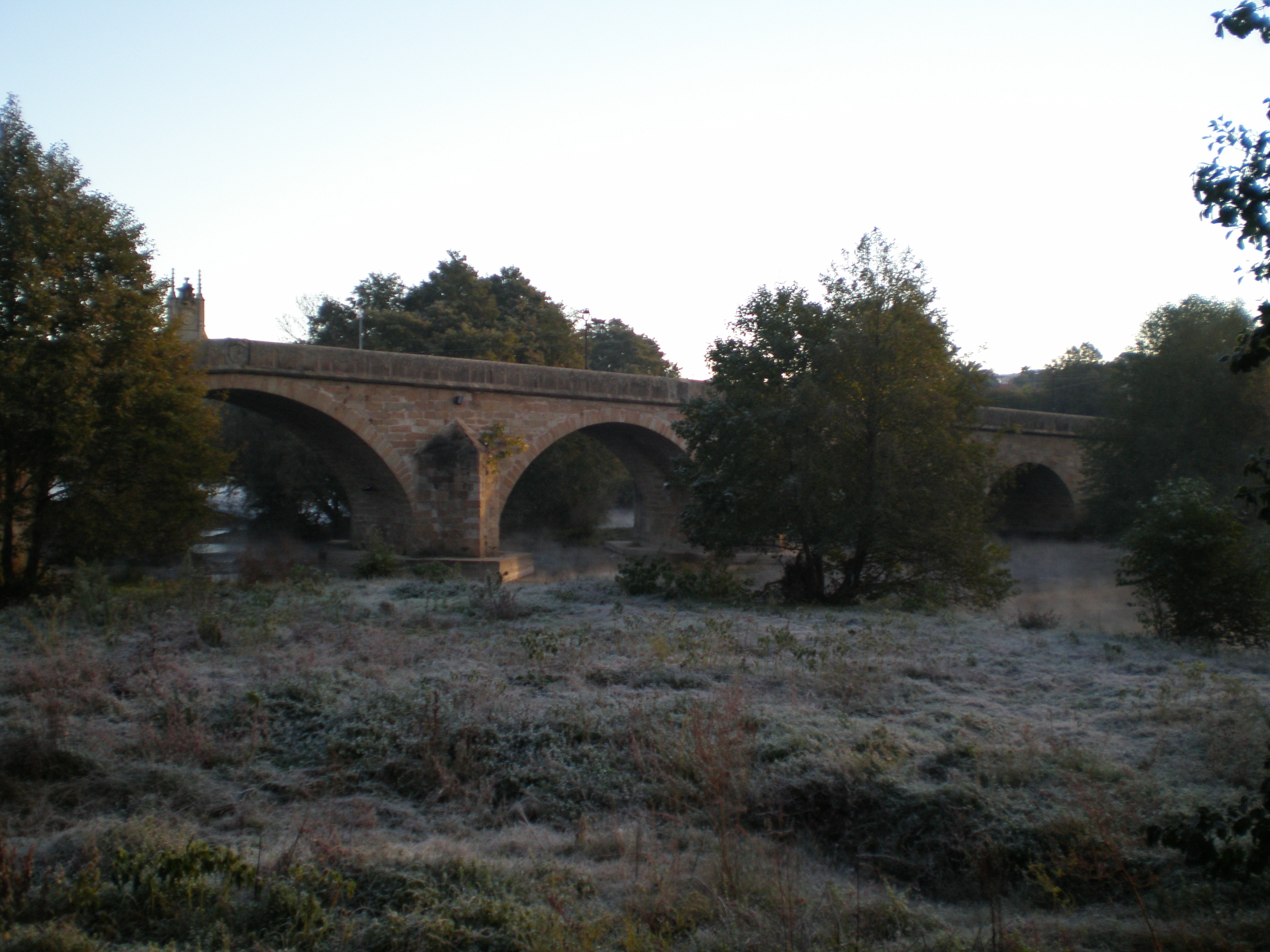
Puente Nuevo de Plasencia. Obra de Rodrigo Alemán (1500-1512)

### El taller de Rodrigo Alemán
Alemán gozaba sin duda de renombre y su obra de reconocida calidad. Los Cardenales Mendoza y Cisneros fueron sus protectores, en ocasiones enfrentados a los cabildos de las catedrales. El Maestro Alemán era culto, sabía leer y escribir e introdujo en España nuevas formas de producción artística ya en marcha en el mercado de los Países Bajos: “Dirigía un taller de cierta envergadura, cuyo núcleo fijo estaba compuesto por siete entalladores" que podían aumentar a más de diez según el número de encargos que hubiera... Entre estos eventuales estaban Juan de Bruselas y Sebastián de Almonacid, que se hizo cargo del taller de Alemán en Plasencia a partir de 1503. Alemán se dedicó a la mercadotecnia: dirigía los trabajos, organizaba los encargos y se ocupaba de las relaciones comerciales. El enfrentamiento surgió cuando los canónigos de Plasencia y Ciudad Rodrigo empezaron a exigir una presencia más constante del entallador en la obra, a lo que, según los contratos, el Maestro Alemán se negaba con seguridad o arrogancia

### El personaje: Leyendas y certidumbres
No hay motivo serio para pensar que Rodrigo Alemán fuera judío o judaizante. Sus dificultades como extranjero residente en Toledo las solucionó casándose y adquiriendo la condición de hidalgo. Tampoco es lógico pensar que la Inquisición le metiera preso a causa de la iconografía inmoral o sacrílega de las misericordias de las sillerías de coro que construyó. A finales del siglo XV, las imágenes satíricas sobre las que los cantores del coro reposaban sus traseros, tenían poca capacidad de escándalo. Por otra parte están colocadas en un lugar oscuro, casi oculto al público, no con la visibilidad de los capiteles y canecillos de tantas iglesias románicas. Si las Misericordias hubieran escandalizado a la Inquisición habría sido fácil destruirlas.
Una leyenda placentina cuenta que Alemán estuvo preso en la torre de la catedral y de allí salió volando con un artilugio que fabricó al estilo de Leonardo. Se cuenta que construyó unas alas con las plumas de los pájaros que comía y se lanzó.
De hecho el último dato real que conocemos de Rodrigo Alemán es la fecha esculpida en el pretil del Puente Nuevo que terminó de construir en Plasencia en 1512.